# Al-Amin
Pour les articles homonymes, voir Amin.
Abū ʿAbd Allāh Muḥammad Ibn ar-Rašīd (en arabe : أبو عبد الله محمد بن هارون الرشيد) ou al-Amīn (en arabe : أمين, honnête ; fidèle), est un calife abbasside qui succède à son père Hâroun ar-Rachîd en 809 et règne jusqu'à qu'il soit tué par son frère Al-Ma’mūn en 813. Il naît d'une épouse officielle en 787 à Bagdad.

## Histoire
C'est au cours d'un pèlerinage à La Mecque que le calife Hâroun ar-Rachîd décida de sa succession par ses deux fils. Al-Amîn fils de Zubayda bint Ja`far petite-fille du calife Al-Mansûr devait lui succéder en premier et était gouverneur de toutes les régions de l'ouest de l'empire. Al-Ma'mûn né d'une esclave perse, était gouverneur du Khorasan et des contrées plus à l'est, avec une grande autonomie de décision et éventuellement il succéderait à Al-Amîn comme calife.
Al-Amîn avait la réputation d'être dissipé, se complaisant dans la compagnie de poètes et de courtisans : « La cour comprenait sept mille eunuques noirs et quatre mille blancs ». En revanche de son côté Al-Mamûn savait se faire apprécier de ses sujets.

### Le règne
Peu après la mort de Hârûn ar-Rachîd (809) la rivalité entre les deux frères, attisée par des complots de cours, tourna à la guerre.
Les armées d'Al-Ma'mûn (conduites par Tâhir) et d'Al-Amîn se sont rencontrées à Ray. La bataille commença par un combat singulier entre les deux généraux, mais l'armée du Khorasan fit une charge qui mit en déroute l'armée de Bagdad. Al-Ma'mûn fut alors acclamé comme calife dans le Khorasan et le Tabaristan. À Bagdad les armées vaincues se révoltèrent demandant quatre mois de solde, ce qui leur fut accordé. Une armée de renfort de 20 000 hommes partit de Bagdad vers Ray, elle a été neutralisée par l'armée du Khorasan. De nouveaux renforts arrivèrent trop tard pour éviter la défaite totale. Une autre armée syrienne devait venir en renfort, mais un incident fit que les armées de Bagdad et de Syrie s'affrontèrent et les renforts syriens s'en sont retournés à Damas. Les armées se rebellaient à cause de ces défaites imputées à Al-Amîn. Celui-ci a fait exécuter le chef des rebelles et l'armée s'est reconstituée. Les armées de Al-Amîn reprirent le dessus reprenant l'Irak. Al-Amîn proclama la déchéance de Al-Ma'mûn et déchira le pacte, signé par Hârûn ar-Rachîd, suspendu à la porte de la Kaaba. Une nouvelle série de défaites (à Bassora et aux portes de Bagdad)  des armées de Bagdad, de nouvelles mutineries dans la troupe, et une révolte de la population de Bagdad obligèrent Al-Amîn à se replier dans le palais. Le 1er septembre 813, le palais  fut pris d'assaut par les troupes de Al-Ma'mûn. Al-Amîn fut décapité, sa tête, le sceptre et le manteau du prophète ainsi que l'anneau du califat furent envoyés à Al-Ma'mûn. À titre posthume Al-Amîn fut surnommé Al-Makhlû` (المخلوع, le déchu). Deux des fils de Al-Ma'mûn et leur mère qui étaient détenus par Al-Amîn partirent rejoindre leur père. Les fils de Al-Amîn furent faits captifs et envoyés à Al-Ma'mûn.